# Gorzyce (Pequeña Polonia)
Gorzyce [pronunciación en polaco: /ɡɔˈʐɨt͡sɛ/] es un pueblo ubicado en el distrito administrativo de Gmina Żabno, dentro del Condado de Tarnów, Voivodato de Pequeña Polonia, en Polonia del sur. Se encuentra aproximadamente a 7 kilómetros al noroeste de Żabno, a 20 kilómetros al noroeste de Tarnów, y a 67 kilómetros al este de la capital regional Cracovia.